# Hyles stroehlei

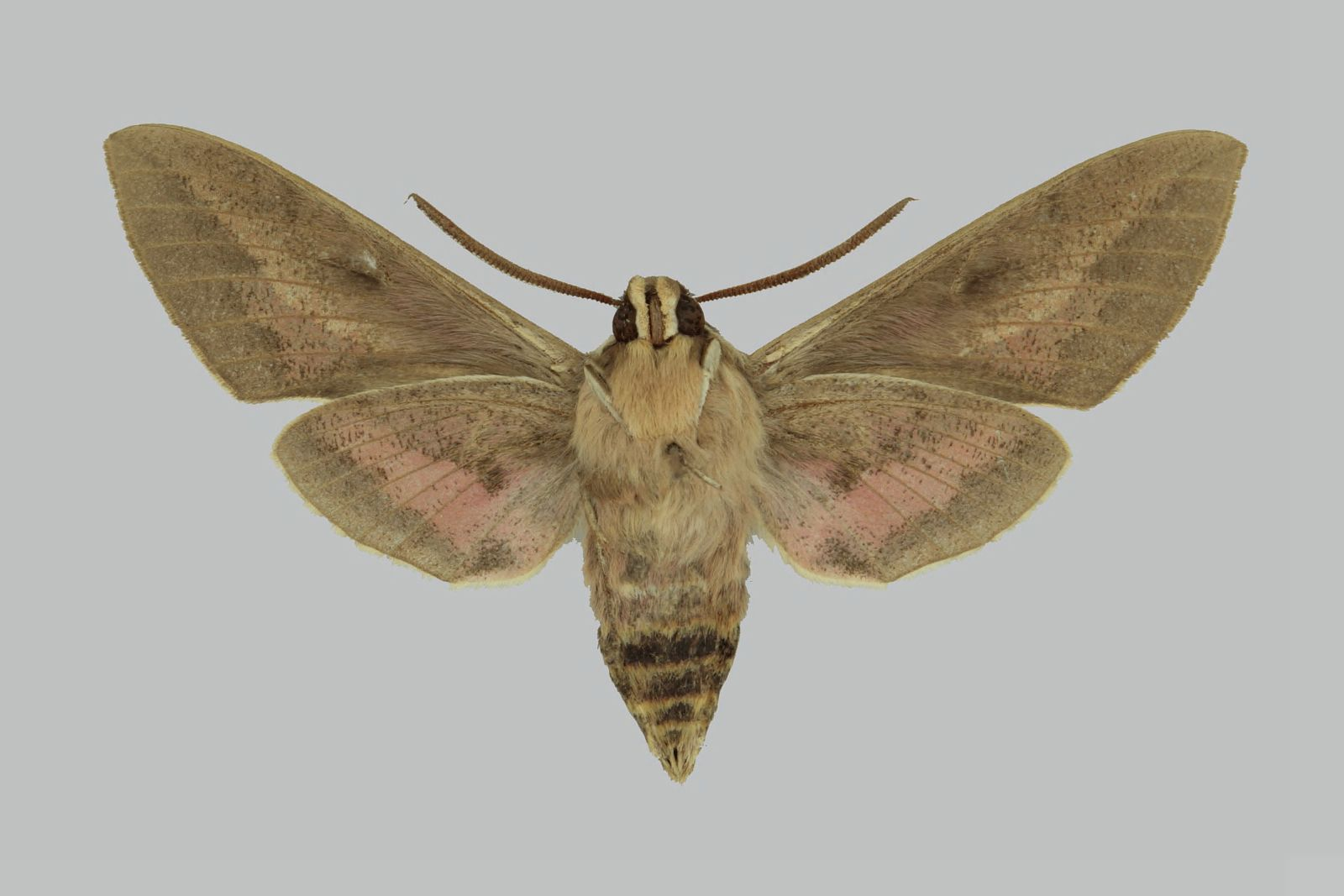
Hyles stroehlei, Weibchen

Hyles stroehlei ist ein Schmetterling (Nachtfalter) aus der Familie der Schwärmer (Sphingidae).

## Merkmale
Die Falter haben eine Flügelspannweite von 55 bis 70 Millimetern. Sie sehen einer dunkel gefärbten Hybride zwischen Wolfsmilchschwärmer (Hyles euphorbiae) und Sanddornschwärmer (Hyles hippophaes) ähnlich, einzelne über Jahre hinweg gesammelte Tiere und eine mtDNA-Analyse legen aber nahe, dass es sich hierbei um eine valide Art handelt. Manche Individuen können Hyles euphorbiae robertsi ähnlich sehen.

## Vorkommen und Lebensweise
Die Art ist aus dem Hindukusch sowie aus Kohistan in Pakistan zwischen 2400 und 4300 Metern Seehöhe nachgewiesen. Die Falter fliegen von Ende Juni bis Anfang Juli. Über die Präimaginalstadien ist ebenso wenig bekannt wie über die Lebensweise oder allfällige Parasitoide.

## Belege